# Csép
Csép község Komárom-Esztergom vármegyében, a Kisbéri járásban.

## Fekvése
A település a vármegye nyugati felének közepe táján fekszik, 9 kilométerre Kisbértől és 19 kilométerre Komáromtól.

### Megközelítése
Legfontosabb közúti megközelítési útvonala az említett két várost észak-déli irányban összekötő 13-as főút, amely a lakott területének nyugati szélén halad el. Nyugati szomszédjával, Tárkány községgel a 8148-as út kapcsolja össze, a tőle keletre fekvő településekkel nincs közvetlen közúti összeköttetése.
Nyugati határában halad el a Székesfehérvár–Komárom-vasútvonal, amelyen egy, Tárkánnyal közös vasúti megállóhelye van; Tárkány-Csép megállóhely a falu központjától mintegy 3 kilométernyire helyezkedik el északnyugati irányban.

### Földrajzi helyzete
Az Igmándi-Kisbéri-medence kistáj közepén helyezkedik el. A táj itt már délről északra haladva hullámos síksággá szelídül. A felszínt több vízfolyás, köztük a Concó-patak, Császár-ér és a Vékony-ér patakvölgyei tagolják. [A lakosság (táv)vezetékes ívóvízrendszerében ennek ellenére tatabányai víz folyik.] A felszínt lösszel átitatott ártéri homok, kavics és iszap alkotja. Ezen csernozjom talaj alakult ki, a mélyebb részeken réti öntéstalajjal keveredve. Éghajlata mérsékelten meleg és száraz. Évi középhőmérséklete 9,9 °C fok. A csapadékátlag: 620 mm, az éves átlagos napfénytartam 2010 óra, az uralkodó szélirány pedig északnyugati.

## Története
Az első régészeti emlékek a bronzkorból származnak. A falu határában honfoglalás kori sírok vannak. Első okleveles említése 1257-ből történik ˇ"possesio regalis Chepp" alakban. A Csép név csak 1909-től használatos. A Csépán név becéző alakjából származik. A falusiak azonban a Csep alakot is használják.
1427-től királynői birtokként szerepelt, de röviddel később a Csepy családé lett. A török korban sok hasonló községgel együtt elnéptelenedett. A 18. század közepére a Pázmándy család ide helyezte székhelyét, s majorságot hozott létre.  A század közepére a település nemesi közbirtokossággá alakult át, mely falu életét a 19. század végéig meghatározta. Közülük nagyobb birtokkal a gróf Cseszneky, Pálffy, Mihályi és Göbel családok rendelkeztek. A község fele arányban katolikus és református. A települést a lassú, csendes fejlődés jellemezte. A falu határa nagyobbrészt a kisbirtokosok között oszlott meg és szántóműveléssel foglalkoztak.
A második világháború végén  súlyos harcok folytak a falu határában, amelyek 1945. március 24-én értek véget. A háború után a község életét a stagnálás és a csendes visszafejlődés jellemzi. Termelőszövetkezete az 1960-as évek végén a nagyigmándi  Új Élet termelőszövetkezethez csatlakozott. Iskolája 1971-ben szűnt meg. Ugyanezen évben a nagyigmándi nagyközségi közös tanács társközsége lett. 1990-ben újra önállóvá vált igazgatása. Az önállóság első éveiben az önkormányzat  erőfeszítéseket tett a település kommunális fejlesztésére.

## Közélete

### Polgármesterei
- 1990–1994: Méhes József (független)[3]
- 1994–1998: ifj. Széber József (független)[4]
- 1998–2002: Széber József (független)[5]
- 2002–2006: Széber József (független)[6]
- 2006–2010: Széber József (független)[7]
- 2010–2014: Széber József (független)[8]
- 2014–2019: Széber József (független)[9]
- 2019–2024: Széber József (független)[10]
- 2024– : Széber József (független)[1]

## Népesség
A település népességének változása:
| Lakosok száma | 349  | 338  | 353  | 312  | 330  | 341  | 342  |
|               | 2013 | 2014 | 2015 | 2021 | 2022 | 2023 | 2024 |

A 2011-es népszámlálás során a lakosok 91,6%-a magyarnak, 0,6% cigánynak, 1,4% németnek, 0,3% románnak, 0,3% szlováknak mondta magát (8,4% nem nyilatkozott; a kettős identitások miatt a végösszeg nagyobb lehet 100%-nál). A vallási megoszlás a következő volt: római katolikus 28,2%, református 35,4%, evangélikus 0,9%, görögkatolikus 0,9%, felekezeten kívüli 11,5% (23,1% nem nyilatkozott).
2022-ben a lakosság 96,4%-a vallotta magát magyarnak, 0,6% szlováknak, 0,6% cigánynak, 0,3% ukránnak, 0,3% németnek, 2,4% egyéb, nem hazai nemzetiségűnek (3,6% nem nyilatkozott; a kettős identitások miatt a végösszeg nagyobb lehet 100%-nál). Vallásuk szerint 33% volt református, 22,1% római katolikus, 0,6% evangélikus, 0,3% görög katolikus, 2,4% egyéb katolikus, 16,1% felekezeten kívüli (25,5% nem válaszolt).

## Nevezetességei
- református templom 1788-ban építették  klasszicista stílusban,
- műemlék kúriák: Thaly, Csapó, és Micskey családok műemlék jellegű házai,
- helytörténeti gyűjtemény a volt iskolában.

## Nevezetes emberek
- Csajághy Laura Vörösmarty Mihály múzsája és felesége csépi származású volt,
- Thaly Kálmán (történetíró, költő, politikus) is itt született. Személye szerepet játszott abban, hogy 1885-ben gyűlést tartott itt a Dunántúli Történetírók Társasága

### Híres emberek, akik megfordultak itt
- Bajza József aki az 1848-as szabadságharc bukása után itt bujdosott, majd 1853 és 1854 nyarát feleségével együtt itt töltötte.
- Vörösmarty Mihály 1850 márciusától májusáig a községben lakott, innen költözött Baracskára.